# Pseudocolaptes boissonneautii
A Pseudocolaptes boissonneautii a madarak (Aves) osztályának verébalakúak (Passeriformes) rendjébe és a fazekasmadár-félék (Furnariidae) családjába tartozó faj.

## Rendszerezése
A fajt Frédéric de Lafresnaye francia ornitológus írta le 1840-ben, az Anabates nembe Anabates boissonneautii néven.

## Alfajai
- Pseudocolaptes boissonneautii auritus (Tschudi, 1844)
- Pseudocolaptes boissonneautii boissonneautii (Lafresnaye, 1840)
- Pseudocolaptes boissonneautii carabayae Zimmer, 1936
- Pseudocolaptes boissonneautii intermedianus Chapman, 1923
- Pseudocolaptes boissonneautii medianus Hellmayr, 1919
- Pseudocolaptes boissonneautii meridae Hartert & Goodson, 1917
- Pseudocolaptes boissonneautii orientalis Zimmer, 1935
- Pseudocolaptes boissonneautii pallidus Zimmer, 1935
- Pseudocolaptes boissonneautii striaticeps Hellmayr & Seilern, 1912[2]

## Előfordulása
Dél-Amerikában, az Andokban, Bolívia, Ecuador, Kolumbia, Peru és Venezuela területén honos. A természetes élőhelye a szubtrópusi és trópusi hegyi esőerdők. Állandó, nem vonuló faj.

## Megjelenése
Testhossza 22 centiméter, testtömege 37–62 gramm.

## Természetvédelmi helyzete
Az elterjedési területe nagyon nagy, egyedszáma pedig stabil. A Természetvédelmi Világszövetség Vörös listáján nem fenyegetett fajként szerepel.